# Mimudea mandronalis
Mimudea mandronalis là một loài bướm đêm trong họ Crambidae.